# Tetsugo Hyakutake
Tetsugo Hyakutake (百武 てつ吾, Hyakutake Tetsugo), né en 1975 à Tokyo, est un photographe et artiste japonais. 
Il s'installe à Philadelphie où il obtient son MFA (Master of Fine Arts) de l'université de Pennsylvanie en 2009.

## Biographie
Hyakutake grandit à Kawasaki dans la préfecture de Kanagawa. Diplômé de l'université des arts en 2006 avec un baccalauréat de beaux-arts en photographie, il reçoit le prix de l'artiste prometteur et une bourse d'études de la Société photographique pour l'éducation de la région Mid-Atlantic. En 2009, Hyakutake obtient une maîtrise en arts visuels de l'université de Pennsylvanie où il remporte une bourse du Toby Lewis Devan. En 2009, il participe au festival de photographie Descubrimientos portefolio de Photo España[incompréhensible] et est également lauréat du concours international du prix photographique pour son projet post-industrialisation.
Son travail a été exposé à Tokyo, Philadelphie, New York, Madrid ou encore Venise... Il est alimenté par des questions historiques, économiques et sociales de l'après-guerre au Japon connectées à ses propres expériences personnelles et les voix de sa génération.
Hyakutake réside et travaille actuellement[Quand ?] au Japon.

## Expositions solo
- 2011 : Ephemeral Existence :Tetsugo Hyakutake, Gallery339, Philadelphie
- 2010 : Pathos : Tetsugo Hyakutake, Alan Klotz Gallery, New York

## Expositions (sélection)
- 2010 : Imperial Video, Ramis Barquet, New York
- 2010 : Open Video Call : Selected Works 2009-2010, Institute of Contemporary Art, Philadelphie
- 2009 : 2009 International Photography Awards Best of Show, New York
- 2009 : The University of Pennsylvania MFA Thesis Exhibition, Class of 2009, New York
- 2009 : PHotoEspaña 2009, Madrid
- 2009 : The University of Pennsylvania East West South North Exhibition, Philadelphie
- 2009 : The University of Pennsylvania MFA Thesis Exhibition, Class of 2009, Philadelphie
- 2009 : The University of Pennsylvania exposition La Jetée , Philadelphie
- 2009 : Costa Nostra (Our Thing) Show, galerie Alan Klotz, New York
- 2009 : Extended Views : Tetsugo Hyakutake + Daniel Lobdell, Gallery339, Philadelphie
- 2008 : The University of Pennsylvania, Self-Generated Exhibition, Class of 2008, Philadelphie
- 2008 : The Aipad Photography Show 2008, New York
- 2007 : The University of Pennsylvania MFA First Year Exhibition, Class of 2007, Philadelphie
- 2006 : The University of the Arts Thesis Exhibition, Philadelphie
- 2005 : Day to Day, Day by Day, Yokikai Photo Exhibition, Ginza, Tokyo
- 2004 : Vanessa, Yokikai Photo Exhibition, Ginza, Tokyo
- 2003 : Danica, Yokikai Photo Exhibition, Ginza, Tokyo

## Prix
- 2009 : First place in Architecture (Bridges), International Photography Awards (en) Competition
- 2009 : Third place in Architecture (Buildings), International Photography Awards Competition
- 2009 : Toby Devan Lewis Fellowship
- 2009-2010 : Fleisher Art Memorial Challenge Artist
- 2006 : Best of Photography, Photographer’s Forum Magazine Annual Spring Photography Contest, finaliste
- 2006 : Shades of Paper Award, The Innova fine paper award for inkjet printmaking
- 2005-2006 : Promising Artist Award, The University of the Arts, Philadelphie
- 2005 : Society for Photographic Education, Mid Atlantic Region, Scholarship Award
- 2005 : The Innova fine paper award for inkjet printmaking
- 2003 : Best of Quarter Award, The Art Institute of Philadelphia, Philadelphie